# Aluminosis
Se denomina aluminosis o fiebre del hormigón a la lesión del hormigón que se manifiesta especialmente en las viguetas de los forjados de los edificios, por la cual el hormigón utilizado pierde sus propiedades haciéndose menos resistente y más poroso, poniendo así en peligro la estabilidad del edificio.
Esta lesión se debe al cemento aluminoso (CAC-R) empleado en la fabricación de algunas viguetas, ya que fraguaba más rápidamente que los cementos tradicionales, reduciendo el tiempo de almacenaje en fábrica. Este cemento lleva una alta concentración de alúmina, lo que le provoca cambios químicos ante determinados agentes, alterando sus propiedades. A altas temperaturas y humedades altas la estructura de este cemento pasa de hexagonal a cúbica, esta última más densa. Esto hace que las partículas de cemento ocupen menos y por tanto la estructura global adquiera una mayor porosidad, con lo que pierde resistencia mecánica.
Los agentes que actúan son atmosféricos, encontrando mayor incidencia de casos en climas marítimos con ambientes salinos y zonas industriales con ambientes contaminantes. También es habitual encontrar aluminosis asociada a filtraciones por la presencia constante de humedad a través de las fisuras aparecidas en cubiertas, por lo que es frecuente la aparición de la patología en forjados de cubierta, más expuestos que los interiores. En cualquier otra situación la vigueta funciona normalmente.

## Casos en España
En España se empleó especialmente este cemento entre 1960 y 1970 en pleno auge de la construcción. El caso más famoso de aluminosis en España es el del Estadio Vicente Calderón, construcción especialmente vulnerable por su situación próxima al río Manzanares (aumento de humedad) y a otros agentes químicos (tráfico de la M-30). Inicialmente, en lugar de ser derruido, como medida de seguridad fue restaurada su estructura. Por otra parte, algunos edificios situados en la costa mediterránea en cuya construcción se usó este tipo de cemento, sobre todo en la ciudad de Barcelona, tuvieron que ser derribados como medida preventiva.
La antigua Universidad Laboral de Alcalá de Henares vio reducida su altura de doce a siete plantas por riesgo de derrumbe a causa de la aluminosis.
El Hospital Universitario 12 de Octubre está a la espera del comienzo de un nuevo proyecto para erradicar el problema de aluminosis que sufre la Residencia General.
Las vigas fabricadas con cemento aluminoso que no están expuestas a la humedad en muchos casos no desarrollan esta afección, aunque es aconsejable hacer una inspección visual cada varios años.
Actualmente, los sistemas de vigas mecanizadas que se sitúan bajo las vigas defectuosas permiten corregir esta patología de una manera sencilla, siendo su coste usualmente inferior al del derribo y nueva construcción.